# Liste des monuments historiques d'Anvers/Sud
Cette page regroupe l'ensemble des monuments classés du quartier Sud de la ville d'Anvers.
| Objet                                                            | Statut du classement? | Année de construction/architecte | Section communale | Adresse                     | Coordonnées                      | Numéro d'inventaire | Illustration       |
| ---------------------------------------------------------------- | --------------------- | -------------------------------- | ----------------- | --------------------------- | -------------------------------- | ------------------- | ------------------ |
| (nl) Instituut Onze-Lieve-Vrouw                                  |                       |                                  | Anvers            | Amerikalei 38               | 51° 12′ 31″ nord, 4° 24′ 01″ est | 6315                | Téléverser         |
| (nl) Eclectisch burgerhuis                                       |                       |                                  | Anvers            | Beeldhouwersstraat 5        | 51° 12′ 27″ nord, 4° 23′ 45″ est | 6316                | Téléverser         |
| (nl) Neo-Vlaamse renaissance samenstel                           | Oui                   |                                  | Anvers            | Beeldhouwersstraat 2        | 51° 12′ 30″ nord, 4° 23′ 36″ est | 6317                | Téléverser         |
| (nl) Neo-Vlaamse renaissance samenstel                           | Oui                   |                                  | Anvers            | Beeldhouwersstraat 4        | 51° 12′ 30″ nord, 4° 23′ 36″ est | 6317                | Téléverser         |
| (nl) Neoclassicistisch burgerhuis                                | Oui                   |                                  | Anvers            | Beeldhouwersstraat 10       | 51° 12′ 29″ nord, 4° 23′ 37″ est | 6318                | Téléverser         |
| (nl) Art Nouveau-burgerhuis                                      | Oui                   |                                  | Anvers            | Beeldhouwersstraat 22       | 51° 12′ 28″ nord, 4° 23′ 38″ est | 6319                | Téléverser         |
| (nl) Eclectisch hoekhuis                                         | Oui                   |                                  | Anvers            | Beeldhouwersstraat 26       | 51° 12′ 28″ nord, 4° 23′ 39″ est | 6320                | Téléverser         |
| (nl) Hotel Het Zuidkasteel                                       | Oui                   |                                  | Anvers            | Bolivarplaats 2             | 51° 12′ 19″ nord, 4° 23′ 18″ est | 6321                | Téléverser         |
| (nl) Hotel Het Zuidkasteel                                       | Oui                   |                                  | Anvers            | Emiel Banningstraat 58      | 51° 12′ 19″ nord, 4° 23′ 18″ est | 6321                | Téléverser         |
| (nl) Hotel Het Zuidkasteel                                       | Oui                   |                                  | Anvers            | Gijzelaarsstraat 69         | 51° 12′ 19″ nord, 4° 23′ 18″ est | 6321                | Téléverser         |
| (nl) Eclectische herberg                                         |                       |                                  | Anvers            | Bolivarplaats 4             | 51° 12′ 18″ nord, 4° 23′ 20″ est | 6322                | Téléverser         |
| (nl) Beroepsschool voor meisjes (voormalige)                     |                       |                                  | Anvers            | Bouwmeestersstraat 3        | 51° 12′ 29″ nord, 4° 23′ 48″ est | 6323                | Téléverser         |
| (nl) Joodse Synagoge                                             | Oui                   |                                  | Anvers            | Bouwmeestersstraat 7        | 51° 12′ 28″ nord, 4° 23′ 49″ est | 6324                | Téléverser         |
| (nl) Hoekpand in art nouveau                                     |                       |                                  | Anvers            | Coquilhatstraat 2           | 51° 12′ 32″ nord, 4° 23′ 46″ est | 6325                | Téléverser         |
| (nl) Brouwerij Brys                                              | Oui                   |                                  | Anvers            | De Burburestraat 2A         | 51° 12′ 34″ nord, 4° 23′ 27″ est | 6327                | Téléverser         |
| (nl) Brouwerij Brys                                              | Oui                   |                                  | Anvers            | De Burburestraat 2A         | 51° 12′ 34″ nord, 4° 23′ 27″ est | 6327                | Téléverser         |
| (nl) Brouwerij Brys                                              | Oui                   |                                  | Anvers            | Vlaamsekaai 42              | 51° 12′ 34″ nord, 4° 23′ 27″ est | 6327                | Téléverser         |
| (nl) Brouwerij Brys                                              | Oui                   |                                  | Anvers            | Vlaamsekaai 43              | 51° 12′ 34″ nord, 4° 23′ 27″ est | 6327                | Téléverser         |
| (nl) Koffiebranderij                                             |                       |                                  | Anvers            | De Burburestraat 6          | 51° 12′ 33″ nord, 4° 23′ 28″ est | 6328                | Téléverser         |
| (nl) Koffiebranderij                                             |                       |                                  | Anvers            | De Burburestraat 8          | 51° 12′ 33″ nord, 4° 23′ 28″ est | 6328                | Téléverser         |
| (nl) Drie eclectische enkelhuizen                                |                       |                                  | Anvers            | De Vrièrestraat 39          | 51° 12′ 31″ nord, 4° 23′ 53″ est | 6329                | Téléverser         |
| (nl) Drie eclectische enkelhuizen                                |                       |                                  | Anvers            | De Vrièrestraat 41          | 51° 12′ 31″ nord, 4° 23′ 53″ est | 6329                | Téléverser         |
| (nl) Drie eclectische enkelhuizen                                |                       |                                  | Anvers            | De Vrièrestraat 43          | 51° 12′ 31″ nord, 4° 23′ 53″ est | 6329                | Téléverser         |
| (nl) Burgerhuis ontworpen door G. Maas                           |                       |                                  | Anvers            | De Vrièrestraat 50          | 51° 12′ 30″ nord, 4° 23′ 51″ est | 6330                | Téléverser         |
| (nl) Architectenwoning Guillaume (Willem) Van Oenen              |                       |                                  | Anvers            | De Vrièrestraat 52          | 51° 12′ 30″ nord, 4° 23′ 51″ est | 6331                | Téléverser         |
| (nl) Distilleerderij en meergezinswoning                         |                       |                                  | Anvers            | Edward Pecherstraat 23      | 51° 12′ 25″ nord, 4° 23′ 24″ est | 6332                | Téléverser         |
| (nl) Distilleerderij en meergezinswoning                         |                       |                                  | Anvers            | Edward Pecherstraat 25      | 51° 12′ 25″ nord, 4° 23′ 24″ est | 6332                | Téléverser         |
| (nl) Distilleerderij en meergezinswoning                         |                       |                                  | Anvers            | Edward Pecherstraat 27      | 51° 12′ 25″ nord, 4° 23′ 24″ est | 6332                | Téléverser         |
| (nl) Distilleerderij en meergezinswoning                         |                       |                                  | Anvers            | Edward Pecherstraat 29      | 51° 12′ 25″ nord, 4° 23′ 24″ est | 6332                | Téléverser         |
| (nl) Art-nouveau burgerhuis met magazijn                         |                       |                                  | Anvers            | Edward Pecherstraat 22      | 51° 12′ 26″ nord, 4° 23′ 22″ est | 6333                | Téléverser         |
| (nl) Art-nouveau burgerhuis met magazijn                         |                       |                                  | Anvers            | Gijzelaarsstraat 19         | 51° 12′ 26″ nord, 4° 23′ 22″ est | 6333                | Téléverser         |
| (nl) Dubbelhuis                                                  |                       |                                  | Anvers            | Gentplaats 4                | 51° 12′ 22″ nord, 4° 23′ 13″ est | 6334                | Téléverser         |
| (nl) Magazijn                                                    |                       |                                  | Anvers            | Gijzelaarsstraat 29         | 51° 12′ 24″ nord, 4° 23′ 20″ est | 6335                | Téléverser         |
| (nl) Neoclassicistisch burgerhuis                                |                       |                                  | Anvers            | Graaf van Egmontstraat 31   | 51° 12′ 40″ nord, 4° 23′ 40″ est | 6336                | Téléverser         |
| (nl) Neoclassicistische rijwoning                                |                       |                                  | Anvers            | Graaf van Egmontstraat 33   | 51° 12′ 40″ nord, 4° 23′ 40″ est | 6337                | Téléverser         |
| (nl) Sint-Lievenscollege                                         | Oui                   |                                  | Anvers            | Kasteelpleinstraat 17       | 51° 12′ 40″ nord, 4° 24′ 06″ est | 6338                | Téléverser         |
| (nl) Sint-Lievenscollege                                         | Oui                   |                                  | Anvers            | Kasteelpleinstraat 19       | 51° 12′ 40″ nord, 4° 24′ 06″ est | 6338                | Téléverser         |
| (nl) Sint-Lievenscollege                                         | Oui                   |                                  | Anvers            | Kasteelpleinstraat 21       | 51° 12′ 40″ nord, 4° 24′ 06″ est | 6338                | Téléverser         |
| (nl) Sint-Lievenscollege                                         | Oui                   |                                  | Anvers            | Kasteelpleinstraat 23       | 51° 12′ 40″ nord, 4° 24′ 06″ est | 6338                | Téléverser         |
| (nl) Sint-Lievenscollege                                         | Oui                   |                                  | Anvers            | Kasteelpleinstraat 25       | 51° 12′ 40″ nord, 4° 24′ 06″ est | 6338                | Téléverser         |
| (nl) Sint-Lievenscollege                                         | Oui                   |                                  | Anvers            | Kasteelpleinstraat 27       | 51° 12′ 40″ nord, 4° 24′ 06″ est | 6338                | Téléverser         |
| (nl) Sint-Lievenscollege                                         | Oui                   |                                  | Anvers            | Kasteelpleinstraat 29       | 51° 12′ 40″ nord, 4° 24′ 06″ est | 6338                | Téléverser         |
| (nl) Sint-Lievenscollege                                         | Oui                   |                                  | Anvers            | Kasteelpleinstraat 31       | 51° 12′ 40″ nord, 4° 24′ 06″ est | 6338                | Téléverser         |
| (nl) Herenwoning                                                 |                       |                                  | Anvers            | Kasteelpleinstraat 59       | 51° 12′ 36″ nord, 4° 24′ 09″ est | 6339                | Téléverser         |
| (nl) Haringrokerij                                               | Oui                   |                                  | Anvers            | Kronenburgstraat 34         | 51° 12′ 43″ nord, 4° 23′ 45″ est | 6340                | Téléverser         |
| (nl) Neoclassicistisch breedhuis                                 |                       |                                  | Anvers            | Kronenburgstraat 94         | 51° 12′ 42″ nord, 4° 23′ 59″ est | 6341                | Téléverser         |
| (nl) Neorococo dubbelhuis                                        |                       |                                  | Anvers            | Kronenburgstraat 108        | 51° 12′ 41″ nord, 4° 24′ 02″ est | 6342                | Téléverser         |
| (nl) Neorococo dubbelhuis                                        |                       |                                  | Anvers            | Kronenburgstraat 110        | 51° 12′ 41″ nord, 4° 24′ 02″ est | 6342                | Téléverser         |
| (nl) Neorenaissance huis                                         |                       |                                  | Anvers            | Kronenburgstraat 112        | 51° 12′ 41″ nord, 4° 24′ 02″ est | 6343                | Téléverser         |
| (nl) Hoekhuis met Kasteelstraat                                  | Oui                   |                                  | Anvers            | Lambermontplaats 1          | 51° 12′ 27″ nord, 4° 23′ 26″ est | 6344                | Téléverser         |
| (nl) Eenheidsbebouwing van neoclassicistische burgerhuizen       | Oui                   |                                  | Anvers            | Lambermontplaats 7          | 51° 12′ 27″ nord, 4° 23′ 27″ est | 6345                | Téléverser         |
| (nl) Eenheidsbebouwing van neoclassicistische burgerhuizen       | Oui                   |                                  | Anvers            | Lambermontplaats 8          | 51° 12′ 27″ nord, 4° 23′ 27″ est | 6345                | Téléverser         |
| (nl) Eenheidsbebouwing van neoclassicistische burgerhuizen       | Oui                   |                                  | Anvers            | Lambermontplaats 9          | 51° 12′ 27″ nord, 4° 23′ 27″ est | 6345                | Téléverser         |
| (nl) Ensemble ontworpen door Adolphe Vander Heyden               | Oui                   |                                  | Anvers            | Lambermontplaats 12         | 51° 12′ 25″ nord, 4° 23′ 31″ est | 6346                | Téléverser         |
| (nl) Ensemble ontworpen door Adolphe Vander Heyden               | Oui                   |                                  | Anvers            | Lambermontplaats 13         | 51° 12′ 25″ nord, 4° 23′ 31″ est | 6346                | Téléverser         |
| (nl) Rijhuis in neo-Lodewijk XVI                                 | Oui                   |                                  | Anvers            | Lambermontplaats 30         | 51° 12′ 25″ nord, 4° 23′ 25″ est | 6347                | Téléverser         |
| (nl) Neoclassicistisch pand met geknikte gevel                   | Oui                   |                                  | Anvers            | Lambermontplaats 34         | 51° 12′ 26″ nord, 4° 23′ 25″ est | 6348                | Téléverser         |
| (nl) Neoclassicistisch pand met geknikte gevel                   | Oui                   |                                  | Anvers            | Lambermontplaats 35         | 51° 12′ 26″ nord, 4° 23′ 25″ est | 6348                | Téléverser         |
| (nl) Hoekhuis met Kasteelstraat                                  | Oui                   |                                  | Anvers            | Lambermontplaats 36         | 51° 12′ 26″ nord, 4° 23′ 25″ est | 6349                | Téléverser         |
| (nl) Koninklijk Museum voor Schone Kunsten                       | Oui                   |                                  | Anvers            | Leopold de Waelplaats 1     | 51° 12′ 30″ nord, 4° 23′ 41″ est | 6350                | Téléverser         |
| (nl) Woning en winkelhuizen van J. Verstappen                    | Oui                   |                                  | Anvers            | Leopold de Waelstraat 18    | 51° 12′ 29″ nord, 4° 23′ 30″ est | 6352                | Téléverser         |
| (nl) Woning en winkelhuizen van J. Verstappen                    | Oui                   |                                  | Anvers            | Leopold de Waelstraat 20    | 51° 12′ 29″ nord, 4° 23′ 30″ est | 6352                | Téléverser         |
| (nl) Woning en winkelhuizen van J. Verstappen                    | Oui                   |                                  | Anvers            | Leopold de Waelstraat 22    | 51° 12′ 29″ nord, 4° 23′ 30″ est | 6352                | Téléverser         |
| (nl) Neoclassicistisch burgerhuis                                | Oui                   |                                  | Anvers            | Leopold de Waelstraat 26    | 51° 12′ 28″ nord, 4° 23′ 30″ est | 6353                | Téléverser         |
| (nl) MuKHA: Pakhuis La Nationale                                 |                       |                                  | Anvers            | Leuvenstraat 16             | 51° 12′ 41″ nord, 4° 23′ 23″ est | 6354                | Téléverser         |
| (nl) MuKHA: Pakhuis La Nationale                                 |                       |                                  | Anvers            | Leuvenstraat 30             | 51° 12′ 41″ nord, 4° 23′ 23″ est | 6354                | Téléverser         |
| (nl) Pakhuis "Luiknatie"                                         |                       |                                  | Anvers            | Luikstraat 4                | 51° 12′ 37″ nord, 4° 23′ 21″ est | 6355                | Téléverser         |
| (nl) Pakhuis "Luiknatie"                                         |                       |                                  | Anvers            | Luikstraat 6                | 51° 12′ 37″ nord, 4° 23′ 21″ est | 6355                | Téléverser         |
| (nl) Pakhuis "Luiknatie"                                         |                       |                                  | Anvers            | Luikstraat 8                | 51° 12′ 38″ nord, 4° 23′ 20″ est | 6355                | Téléverser         |
| (nl) Werkhuis, thans garage                                      |                       |                                  | Anvers            | Museumstraat 13             | 51° 12′ 36″ nord, 4° 23′ 33″ est | 6356                | Téléverser         |
| (nl) Bedrijfsgebouw                                              |                       |                                  | Anvers            | Namenstraat 13              | 51° 12′ 28″ nord, 4° 23′ 10″ est | 6357                | Téléverser         |
| (nl) Bedrijfsgebouw                                              |                       |                                  | Anvers            | Namenstraat 15              | 51° 12′ 28″ nord, 4° 23′ 10″ est | 6357                | Téléverser         |
| (nl) Neorenaissancistisch burgerhuis                             | Oui                   |                                  | Anvers            | Scheldestraat 63            | 51° 12′ 43″ nord, 4° 23′ 45″ est | 6361                | Téléverser         |
| (nl) Burgerhuis "In 't zicht der Schelde"                        |                       |                                  | Anvers            | Scheldestraat 22            | 51° 12′ 46″ nord, 4° 23′ 31″ est | 6363                | Téléverser         |
| (nl) Hoekhuis met Waalsekaai                                     |                       |                                  | Anvers            | Scheldestraat 36            | 51° 12′ 46″ nord, 4° 23′ 33″ est | 6364                | Téléverser         |
| (nl) Hoger Handelsgesticht                                       | Oui                   |                                  | Anvers            | Schildersstraat 41          | 51° 12′ 32″ nord, 4° 23′ 49″ est | 6365                | Téléverser         |
| (nl) Hoger Handelsgesticht                                       | Oui                   |                                  | Anvers            | Coquilhatstraat 16          | 51° 12′ 32″ nord, 4° 23′ 49″ est | 6365                | Téléverser         |
| (nl) Hoger Handelsgesticht                                       | Oui                   |                                  | Anvers            | De Vrièrestraat 36          | 51° 12′ 32″ nord, 4° 23′ 49″ est | 6365                | Téléverser         |
| (nl) Complex van drie art-nouveaupanden                          | Oui                   |                                  | Anvers            | Plaatsnijdersstraat 1       | 51° 12′ 30″ nord, 4° 23′ 48″ est | 6366                | Téléverser         |
| (nl) Complex van drie art-nouveaupanden                          | Oui                   |                                  | Anvers            | Schildersstraat 2           | 51° 12′ 30″ nord, 4° 23′ 48″ est | 6366                | Téléverser         |
| (nl) Complex van drie art-nouveaupanden                          | Oui                   |                                  | Anvers            | Schildersstraat 6           | 51° 12′ 30″ nord, 4° 23′ 48″ est | 6366                | Téléverser         |
| (nl) Achtergevel van de Synagoge in de Bouwmeestersstraat        |                       |                                  | Anvers            | Schildersstraat 8           | 51° 12′ 29″ nord, 4° 23′ 50″ est | 6367                | Téléverser         |
| (nl) Achtergevel van de Synagoge in de Bouwmeestersstraat        |                       |                                  | Anvers            | Schildersstraat 10          | 51° 12′ 29″ nord, 4° 23′ 50″ est | 6367                | Téléverser         |
| (nl) Kantoorgebouw                                               |                       |                                  | Anvers            | Timmerwerfstraat 38         | 51° 12′ 43″ nord, 4° 23′ 28″ est | 6368                | (nl) Kantoorgebouw |
| (nl) Eclectisch burgerhuis                                       |                       |                                  | Anvers            | Tolstraat 51                | 51° 12′ 35″ nord, 4° 24′ 01″ est | 6369                | Téléverser         |
| (nl) Burgerhuis                                                  |                       |                                  | Anvers            | Tolstraat 73                | 51° 12′ 34″ nord, 4° 24′ 05″ est | 6370                | Téléverser         |
| (nl) Bouwmeesterswoning "De Passer"                              | Oui                   |                                  | Anvers            | Tolstraat 85                | 51° 12′ 33″ nord, 4° 24′ 06″ est | 6371                | Téléverser         |
| (nl) Herenhuis                                                   |                       |                                  | Anvers            | Tolstraat 54                | 51° 12′ 33″ nord, 4° 24′ 01″ est | 6372                | Téléverser         |
| (nl) Parochiekerk Sint-Walburgis                                 | Oui                   |                                  | Anvers            | Volkstraat 41               | 51° 12′ 37″ nord, 4° 23′ 46″ est | 6373                | Téléverser         |
| (nl) Parochiekerk Sint-Walburgis                                 | Oui                   |                                  | Anvers            | Karel Rogierstraat 12       | 51° 12′ 37″ nord, 4° 23′ 46″ est | 6373                | Téléverser         |
| (nl) Liberaal Volkshuis "Help U Zelve"                           | Oui                   |                                  | Anvers            | Volkstraat 40               | 51° 12′ 40″ nord, 4° 23′ 43″ est | 6374                | Téléverser         |
| (nl) Zuiderpershuis, hydraulische krachtcentrale                 | Oui                   |                                  | Anvers            | Waalsekaai 14               | 51° 12′ 42″ nord, 4° 23′ 27″ est | 6376                | Téléverser         |
| (nl) Noordnatie                                                  |                       |                                  | Anvers            | Waalsekaai 25               | 51° 12′ 38″ nord, 4° 23′ 22″ est | 6377                | Téléverser         |
| (nl) Noordnatie                                                  |                       |                                  | Anvers            | Waalsekaai 27               | 51° 12′ 38″ nord, 4° 23′ 22″ est | 6377                | Téléverser         |
| (nl) Goederenstation van het voormalige station Zuid             | Oui                   |                                  | Anvers            | Ledeganckkaai 7             | 51° 12′ 26″ nord, 4° 23′ 00″ est | 7224                | Téléverser         |
| (nl) De Waterpoort                                               | Oui                   |                                  | Anvers            | Gillisplaats                | 51° 12′ 29″ nord, 4° 23′ 20″ est | 83731               | Téléverser         |
| (nl) Appartementsgebouw met woning Jozef Peeters                 | Oui                   |                                  | Anvers            | De Gerlachekaai 8           | 51° 12′ 35″ nord, 4° 23′ 14″ est | 200489              | Téléverser         |
| (nl) Standbeeld Lambermont                                       | Oui                   |                                  | Anvers            | Lambermontplaats            | 51° 12′ 25″ nord, 4° 23′ 28″ est | 200847              | Téléverser         |
| (nl) Marnixstandbeeld                                            | Oui                   |                                  | Anvers            | Marnixplaats                | 51° 12′ 37″ nord, 4° 23′ 51″ est | 200851              | Téléverser         |
| (nl) Magazijn Willaerts (voormalig)                              |                       |                                  | Anvers            | Waalsekaai 40               |                                  | 206802              | Téléverser         |
| (nl) Magazijn Willaerts (voormalig)                              |                       |                                  | Anvers            | Waalsekaai 41               |                                  | 206802              | Téléverser         |
| (nl) Burgerhuis                                                  |                       |                                  | Anvers            | Admiraal de Boisotstraat 35 |                                  | 207140              | Téléverser         |
| (nl) Twee neoclassicistische burgerhuizen                        |                       |                                  | Anvers            | Admiraal de Boisotstraat 49 |                                  | 207141              | Téléverser         |
| (nl) Twee neoclassicistische burgerhuizen                        |                       |                                  | Anvers            | Admiraal de Boisotstraat 51 |                                  | 207141              | Téléverser         |
| (nl) Neoclassicistisch burgerhuis                                |                       |                                  | Anvers            | Admiraal de Boisotstraat 6  |                                  | 207142              | Téléverser         |
| (nl) Neoclassicistisch ensemble                                  |                       |                                  | Anvers            | Allewaertstraat 19          |                                  | 207145              | Téléverser         |
| (nl) Neoclassicistisch ensemble                                  |                       |                                  | Anvers            | Allewaertstraat 21          |                                  | 207145              | Téléverser         |
| (nl) Neoclassicistisch ensemble                                  |                       |                                  | Anvers            | Allewaertstraat 23          |                                  | 207145              | Téléverser         |
| (nl) Neoclassicistisch burgerhuis                                |                       |                                  | Anvers            | Admiraal de Boisotstraat 47 |                                  | 207892              | Téléverser         |
| (nl) Neoclassicistische rijwoning                                |                       |                                  | Anvers            | Allewaertstraat 4           |                                  | 207894              | Téléverser         |
| (nl) Neoclassicistisch samenstel                                 |                       |                                  | Anvers            | Allewaertstraat 10          |                                  | 207895              | Téléverser         |
| (nl) Neoclassicistisch samenstel                                 |                       |                                  | Anvers            | Allewaertstraat 12          |                                  | 207895              | Téléverser         |
| (nl) Neoclassicistische burgerhuizen                             |                       |                                  | Anvers            | Allewaertstraat 22          |                                  | 207897              | Téléverser         |
| (nl) Neoclassicistische burgerhuizen                             |                       |                                  | Anvers            | Allewaertstraat 24          |                                  | 207897              | Téléverser         |
| (nl) Neoclassicistisch burgerhuis                                |                       |                                  | Anvers            | Allewaertstraat 28          |                                  | 207898              | Téléverser         |
| (nl) Neoclassicistische burgerhuizen                             |                       |                                  | Anvers            | Allewaertstraat 30          |                                  | 207899              | Téléverser         |
| (nl) Neoclassicistische burgerhuizen                             |                       |                                  | Anvers            | Allewaertstraat 32          |                                  | 207899              | Téléverser         |
| (nl) Standbeeld van Quinten Matsijs                              |                       |                                  | Anvers            | Baron Dhanislaan            |                                  | 207926              | Téléverser         |
| (nl) Neoclassicistisch hoekpand                                  |                       |                                  | Anvers            | Bolivarplaats 1             |                                  | 208081              | Téléverser         |
| (nl) Hoekpand met horecagelijkvloers                             |                       |                                  | Anvers            | Amerikalei 8                |                                  | 208117              | Téléverser         |
| (nl) Neoclassicistisch burgerhuis                                |                       |                                  | Anvers            | Amerikalei 40               |                                  | 208118              | Téléverser         |
| (nl) Neoclassicistisch samenstel                                 |                       |                                  | Anvers            | Amerikalei 46               |                                  | 208119              | Téléverser         |
| (nl) Neoclassicistisch samenstel                                 |                       |                                  | Anvers            | Amerikalei 48               |                                  | 208119              | Téléverser         |
| (nl) Neoclassicistisch burgerhuis                                |                       |                                  | Anvers            | Amerikalei 72               |                                  | 208120              | Téléverser         |
| (nl) Neoclassicistisch burgerhuis                                |                       |                                  | Anvers            | Amerikalei 94               |                                  | 208122              | Téléverser         |
| (nl) Neoclassicistisch burgerhuis                                |                       |                                  | Anvers            | Amerikalei 98               |                                  | 208123              | Téléverser         |
| (nl) Neoclassicistisch burgerhuis                                |                       |                                  | Anvers            | Amerikalei 114              |                                  | 208124              | Téléverser         |
| (nl) Neoclassicistisch burgerhuis                                |                       |                                  | Anvers            | Amerikalei 130              |                                  | 208125              | Téléverser         |
| (nl) Neoclassicistische burgerhuizen                             |                       |                                  | Anvers            | Amerikalei 172              |                                  | 208127              | Téléverser         |
| (nl) Neoclassicistische burgerhuizen                             |                       |                                  | Anvers            | Amerikalei 174              |                                  | 208127              | Téléverser         |
| (nl) Ensemble van drie art-nouveaugetinte panden                 |                       |                                  | Anvers            | Amerikalei 178              |                                  | 208128              | Téléverser         |
| (nl) Ensemble van drie art-nouveaugetinte panden                 |                       |                                  | Anvers            | Amerikalei 180              |                                  | 208128              | Téléverser         |
| (nl) Ensemble van drie art-nouveaugetinte panden                 |                       |                                  | Anvers            | Amerikalei 182              |                                  | 208128              | Téléverser         |
| (nl) Eclectische huizenrij                                       |                       |                                  | Anvers            | Amerikalei 184              |                                  | 208132              | Téléverser         |
| (nl) Eclectische huizenrij                                       |                       |                                  | Anvers            | Amerikalei 186              |                                  | 208132              | Téléverser         |
| (nl) Eclectische huizenrij                                       |                       |                                  | Anvers            | Amerikalei 188              |                                  | 208132              | Téléverser         |
| (nl) Eclectische huizenrij                                       |                       |                                  | Anvers            | Amerikalei 190              |                                  | 208132              | Téléverser         |
| (nl) Eclectische huizenrij                                       |                       |                                  | Anvers            | Amerikalei 192              |                                  | 208132              | Téléverser         |
| (nl) Neoclassicistisch hoekcomplex                               |                       |                                  | Anvers            | Amerikalei 198              |                                  | 208134              | Téléverser         |
| (nl) Neoclassicistisch hoekcomplex                               |                       |                                  | Anvers            | Amerikalei 200              |                                  | 208134              | Téléverser         |
| (nl) Neoclassicistisch hoekcomplex                               |                       |                                  | Anvers            | Baron Dhanislaan 20         |                                  | 208134              | Téléverser         |
| (nl) Neoclassicistische gevelrij                                 |                       |                                  | Anvers            | Amerikalei 202              |                                  | 208135              | Téléverser         |
| (nl) Neoclassicistische gevelrij                                 |                       |                                  | Anvers            | Amerikalei 204              |                                  | 208135              | Téléverser         |
| (nl) Neoclassicistische gevelrij                                 |                       |                                  | Anvers            | Amerikalei 210              |                                  | 208135              | Téléverser         |
| (nl) Neoclassicistische gevelrij                                 |                       |                                  | Anvers            | Amerikalei 212              |                                  | 208135              | Téléverser         |
| (nl) Neoclassicistische gevelrij                                 |                       |                                  | Anvers            | Amerikalei 214              |                                  | 208135              | Téléverser         |
| (nl) Neoclassicistisch burgerhuis                                |                       |                                  | Anvers            | Baron Dhanislaan 7          |                                  | 208210              | Téléverser         |
| (nl) Neoclassicistisch burgerhuis                                |                       |                                  | Anvers            | Baron Dhanislaan 2          |                                  | 208212              | Téléverser         |
| (nl) Neoclassicistisch burgerhuis                                |                       |                                  | Anvers            | Baron Dhanislaan 4          |                                  | 208213              | Téléverser         |
| (nl) Neoclassicistisch burgerhuis                                |                       |                                  | Anvers            | Baron Dhanislaan 8          |                                  | 208214              | Téléverser         |
| (nl) Neoclassicistisch burgerhuis                                |                       |                                  | Anvers            | Baron Dhanislaan 10         |                                  | 208215              | Téléverser         |
| (nl) Neoclassicistisch burgerhuis                                |                       |                                  | Anvers            | Baron Dhanislaan 12         |                                  | 208216              | Téléverser         |
| (nl) Twee neoclassicistische burgerhuizen                        |                       |                                  | Anvers            | Baron Dhanislaan 14         |                                  | 208217              | Téléverser         |
| (nl) Twee neoclassicistische burgerhuizen                        |                       |                                  | Anvers            | Baron Dhanislaan 16         |                                  | 208217              | Téléverser         |
| (nl) Neoclassicistisch burgerhuis                                | Oui                   |                                  | Anvers            | Beeldhouwersstraat 8        |                                  | 208219              | Téléverser         |
| (nl) Neoclassicistisch burgerhuis                                | Oui                   |                                  | Anvers            | Beeldhouwersstraat 12       |                                  | 208220              | Téléverser         |
| (nl) Neoclassicistisch burgerhuis                                | Oui                   |                                  | Anvers            | Beeldhouwersstraat 14       |                                  | 208221              | Téléverser         |
| (nl) Neoclassicistisch burgerhuis                                | Oui                   |                                  | Anvers            | Beeldhouwersstraat 16       |                                  | 208222              | Téléverser         |
| (nl) Neoclassicistisch burgerhuis                                | Oui                   |                                  | Anvers            | Beeldhouwersstraat 18       |                                  | 208223              | Téléverser         |
| (nl) Neoclassicistisch burgerhuis                                | Oui                   |                                  | Anvers            | Beeldhouwersstraat 20       |                                  | 208225              | Téléverser         |
| (nl) Stadswoning                                                 | Oui                   |                                  | Anvers            | Beeldhouwersstraat 24       |                                  | 208226              | Téléverser         |
| (nl) Burgerhuis met bakstenen parement                           |                       |                                  | Anvers            | Beeldhouwersstraat 34       |                                  | 208228              | Téléverser         |
| (nl) Neoclassicistisch samenstel                                 |                       |                                  | Anvers            | Beeldhouwersstraat 30       |                                  | 208230              | Téléverser         |
| (nl) Neoclassicistisch samenstel                                 |                       |                                  | Anvers            | Beeldhouwersstraat 32       |                                  | 208230              | Téléverser         |
| (nl) Directeurswoning                                            |                       |                                  | Anvers            | Beeldhouwersstraat 38       |                                  | 208231              | Téléverser         |
| (nl) Neoclassicistisch herenhuis                                 |                       |                                  | Anvers            | Beeldhouwersstraat 46       |                                  | 208235              | Téléverser         |
| (nl) Eclectisch hoekpand                                         |                       |                                  | Anvers            | Bouwmeestersstraat 1        |                                  | 208261              | Téléverser         |
| (nl) Woning schoolhoofd                                          |                       |                                  | Anvers            | Bouwmeestersstraat 5        |                                  | 208262              | Téléverser         |
| (nl) Neoclassicistisch burgerhuis                                |                       |                                  | Anvers            | Bouwmeestersstraat 2        |                                  | 208263              | Téléverser         |
| (nl) Neoclassicistisch burgerhuis                                |                       |                                  | Anvers            | Bouwmeestersstraat 8        |                                  | 208264              | Téléverser         |
| (nl) Art-deco burgerhuis                                         |                       |                                  | Anvers            | Bouwmeestersstraat 12       |                                  | 208265              | Téléverser         |
| (nl) Art-deco burgerhuis                                         |                       |                                  | Anvers            | Bouwmeestersstraat 14       |                                  | 208266              | Téléverser         |
| (nl) Neoclassicistisch burgerhuis                                |                       |                                  | Anvers            | Bouwmeestersstraat 16       |                                  | 208267              | Téléverser         |
| (nl) Distillerie Agra                                            |                       |                                  | Anvers            | Coquilhatstraat 10          |                                  | 208269              | Téléverser         |
| (nl) Distillerie Agra                                            |                       |                                  | Anvers            | Coquilhatstraat 12          |                                  | 208269              | Téléverser         |
| (nl) Drie rentenierswoningen                                     |                       |                                  | Anvers            | Coquilhatstraat 24          |                                  | 208272              | Téléverser         |
| (nl) Drie rentenierswoningen                                     |                       |                                  | Anvers            | De Vrièrestraat 27          |                                  | 208272              | Téléverser         |
| (nl) Drie rentenierswoningen                                     |                       |                                  | Anvers            | De Vrièrestraat 29          |                                  | 208272              | Téléverser         |
| (nl) Neoclassicistische burgerhuizen                             |                       |                                  | Anvers            | Coquilhatstraat 26          |                                  | 208273              | Téléverser         |
| (nl) Neoclassicistische burgerhuizen                             |                       |                                  | Anvers            | Coquilhatstraat 28          |                                  | 208273              | Téléverser         |
| (nl) Neoclassicistisch burgerhuis                                |                       |                                  | Anvers            | Coquilhatstraat 30          |                                  | 208274              | Téléverser         |
| (nl) Neoclassicistisch hoekpand                                  |                       |                                  | Anvers            | Coquilhatstraat 59          |                                  | 208280              | Téléverser         |
| (nl) Neoclassicistisch burgerhuis                                |                       |                                  | Anvers            | Coquilhatstraat 55          |                                  | 208281              | Téléverser         |
| (nl) Magazijn                                                    |                       |                                  | Anvers            | Coquilhatstraat 53          |                                  | 208282              | Téléverser         |
| (nl) Magazijn                                                    |                       |                                  | Anvers            | Coquilhatstraat 39          |                                  | 208283              | Téléverser         |
| (nl) Neoclassicistisch burgerhuis                                |                       |                                  | Anvers            | Coquilhatstraat 25          |                                  | 208284              | Téléverser         |
| (nl) Neoclassicistisch burgerhuis                                |                       |                                  | Anvers            | Coquilhatstraat 21          |                                  | 208285              | Téléverser         |
| (nl) Neoclassicistisch burgerhuis                                |                       |                                  | Anvers            | Coquilhatstraat 19          |                                  | 208286              | Téléverser         |
| (nl) Neoclassicistische stadswoning                              |                       |                                  | Anvers            | Coquilhatstraat 5           |                                  | 208287              | Téléverser         |
| (nl) Neoclassicistisch burgerhuis                                |                       |                                  | Anvers            | Coquilhatstraat 9           |                                  | 208288              | Téléverser         |
| (nl) Drie neoclassicistische burgerhuizen                        |                       |                                  | Anvers            | Coquilhatstraat 13          |                                  | 208289              | Téléverser         |
| (nl) Drie neoclassicistische burgerhuizen                        |                       |                                  | Anvers            | Coquilhatstraat 15          |                                  | 208289              | Téléverser         |
| (nl) Drie neoclassicistische burgerhuizen                        |                       |                                  | Anvers            | Coquilhatstraat 17          |                                  | 208289              | Téléverser         |
| (nl) Eclectisch burgerhuis                                       |                       |                                  | Anvers            | De Burburestraat 4A         |                                  | 208290              | Téléverser         |
| (nl) Eclectisch burgerhuis                                       |                       |                                  | Anvers            | De Burburestraat 12         |                                  | 208291              | Téléverser         |
| (nl) Neoclassicistisch pand                                      |                       |                                  | Anvers            | De Burburestraat 18         |                                  | 208292              | Téléverser         |
| (nl) Neoclassicistische burgerhuizen                             |                       |                                  | Anvers            | De Burburestraat 22         |                                  | 208293              | Téléverser         |
| (nl) Neoclassicistische burgerhuizen                             |                       |                                  | Anvers            | De Burburestraat 24         |                                  | 208293              | Téléverser         |
| (nl) Afdaken 15A                                                 |                       |                                  | Anvers            | Cockerillkaai               |                                  | 208920              | Téléverser         |
| (nl) Gebouw Upstream                                             |                       |                                  | Anvers            | Cockerillkaai 18            |                                  | 208922              | Téléverser         |
| (nl) Interbellum appartementsgebouw                              |                       |                                  | Anvers            | Cockerillkaai 32            |                                  | 208924              | Téléverser         |
| (nl) Interbellum appartementsgebouw                              |                       |                                  | Anvers            | Cockerillkaai 34            |                                  | 208924              | Téléverser         |
| (nl) Interbellum appartementsgebouw                              |                       |                                  | Anvers            | Luikstraat 2                |                                  | 208924              | Téléverser         |
| (nl) Eclectische eenheidsbebouwing                               |                       |                                  | Anvers            | Edward Pecherstraat 4       |                                  | 208926              | Téléverser         |
| (nl) Eclectische eenheidsbebouwing                               |                       |                                  | Anvers            | Giizelaarsstraat 1          |                                  | 208926              | Téléverser         |
| (nl) Eclectische eenheidsbebouwing                               |                       |                                  | Anvers            | Giizelaarsstraat 3          |                                  | 208926              | Téléverser         |
| (nl) Eclectische eenheidsbebouwing                               |                       |                                  | Anvers            | Gillisplaats 5              |                                  | 208926              | Téléverser         |
| (nl) Eclectische eenheidsbebouwing                               |                       |                                  | Anvers            | Gillisplaats 6              |                                  | 208926              | Téléverser         |
| (nl) Eclectische eenheidsbebouwing                               |                       |                                  | Anvers            | Kasteelstraat 2             |                                  | 208926              | Téléverser         |
| (nl) Neoclassicistisch hoekpand met Emiel Banningstraat          | Oui                   |                                  | Anvers            | Lambermontplaats 25         |                                  | 208931              | Téléverser         |
| (nl) Neoclassicistisch appartementsgebouw                        |                       |                                  | Anvers            | Emiel Banningstraat 4       |                                  | 208932              | Téléverser         |
| (nl) Neoclassicistisch appartementsgebouw                        |                       |                                  | Anvers            | Emiel Banningstraat 4A      |                                  | 208932              | Téléverser         |
| (nl) Eigen woning van Emile Vereecken                            |                       |                                  | Anvers            | Emiel Banningstraat 6       |                                  | 208933              | Téléverser         |
| (nl) Twee identieke smalle appartementsgebouwen                  |                       |                                  | Anvers            | Emiel Banningstraat 8       |                                  | 208934              | Téléverser         |
| (nl) Twee identieke smalle appartementsgebouwen                  |                       |                                  | Anvers            | Emiel Banningstraat 10      |                                  | 208934              | Téléverser         |
| (nl) Eclectische dokterswoning                                   |                       |                                  | Anvers            | Emiel Banningstraat 12      |                                  | 208935              | Téléverser         |
| (nl) Neoclassicistisch hoekcomplex                               |                       |                                  | Anvers            | Emiel Banningstraat 22      |                                  | 208937              | Téléverser         |
| (nl) Neoclassicistisch hoekcomplex                               |                       |                                  | Anvers            | Emiel Banningstraat 24      |                                  | 208937              | Téléverser         |
| (nl) Neoclassicistisch hoekcomplex                               |                       |                                  | Anvers            | Pacificatiestraat 32        |                                  | 208937              | Téléverser         |
| (nl) Neoclassicistisch hoekcomplex                               |                       |                                  | Anvers            | Pacificatiestraat 34        |                                  | 208937              | Téléverser         |
| (nl) Samenstel van twee eclectische meergezinswoningen           |                       |                                  | Anvers            | Emiel Banningstraat 26      |                                  | 208938              | Téléverser         |
| (nl) Samenstel van twee eclectische meergezinswoningen           |                       |                                  | Anvers            | Emiel Banningstraat 28      |                                  | 208938              | Téléverser         |
| (nl) Neoclassicistische meergezinswoning                         |                       |                                  | Anvers            | Emiel Banningstraat 36      |                                  | 208939              | Téléverser         |
| (nl) Samenstel van twee winkelpanden                             |                       |                                  | Anvers            | Emiel Banningstraat 38      |                                  | 208940              | Téléverser         |
| (nl) Samenstel van twee winkelpanden                             |                       |                                  | Anvers            | Emiel Banningstraat 40      |                                  | 208940              | Téléverser         |
| (nl) Eclectische meergezinswoning                                |                       |                                  | Anvers            | Emiel Banningstraat 44      |                                  | 208941              | Téléverser         |
| (nl) Meergezinswoning met natuurstenen parement                  |                       |                                  | Anvers            | Emiel Banningstraat 49      |                                  | 208961              | Téléverser         |
| (nl) Twee samenstellen van neoclassicistische meergezinswoningen |                       |                                  | Anvers            | Emiel Banningstraat 33      |                                  | 208962              | Téléverser         |
| (nl) Twee samenstellen van neoclassicistische meergezinswoningen |                       |                                  | Anvers            | Emiel Banningstraat 35      |                                  | 208962              | Téléverser         |
| (nl) Twee samenstellen van neoclassicistische meergezinswoningen |                       |                                  | Anvers            | Emiel Banningstraat 37      |                                  | 208962              | Téléverser         |
| (nl) Twee samenstellen van neoclassicistische meergezinswoningen |                       |                                  | Anvers            | Emiel Banningstraat 39      |                                  | 208962              | Téléverser         |
| (nl) Twee identieke eclectische meergezinswoningen               |                       |                                  | Anvers            | Emiel Banningstraat 29      |                                  | 208963              | Téléverser         |
| (nl) Twee identieke eclectische meergezinswoningen               |                       |                                  | Anvers            | Emiel Banningstraat 31      |                                  | 208963              | Téléverser         |
| (nl) Neoclassicistische meergezinswoningen                       |                       |                                  | Anvers            | Emiel Banningstraat 25      |                                  | 208964              | Téléverser         |
| (nl) Neoclassicistische meergezinswoningen                       |                       |                                  | Anvers            | Emiel Banningstraat 27      |                                  | 208964              | Téléverser         |
| (nl) Samenstel van twee meergezinswoningen                       |                       |                                  | Anvers            | Emiel Banningstraat 21      |                                  | 208965              | Téléverser         |
| (nl) Samenstel van twee meergezinswoningen                       |                       |                                  | Anvers            | Emiel Banningstraat 23      |                                  | 208965              | Téléverser         |
| (nl) Neoclassicistische meergezinswoning                         |                       |                                  | Anvers            | Emiel Banningstraat 19      |                                  | 208966              | Téléverser         |
| (nl) Sober neoclassicistisch hoekpand                            |                       |                                  | Anvers            | Emiel Banningstraat 15      |                                  | 208967              | Téléverser         |
| (nl) Sober neoclassicistisch hoekpand                            |                       |                                  | Anvers            | Emiel Banningstraat 17      |                                  | 208967              | Téléverser         |
| (nl) Eclectische meergezinswoning                                |                       |                                  | Anvers            | Emiel Banningstraat 7       |                                  | 208968              | Téléverser         |
| (nl) Meergezinswoning met natuurstenen parement                  |                       |                                  | Anvers            | Emiel Banningstraat 5       |                                  | 208969              | Téléverser         |
| (nl) Neoclassicistisch burgerhuis ontworpen door Jules Dries     |                       |                                  | Anvers            | Emiel Banningstraat 1       |                                  | 208970              | Téléverser         |
| (nl) Statig neoclassicistisch hoekcomplex                        |                       |                                  | Anvers            | Edward Pecherstraat 1       |                                  | 208971              | Téléverser         |
| (nl) Statig neoclassicistisch hoekcomplex                        |                       |                                  | Anvers            | Edward Pecherstraat 3       |                                  | 208971              | Téléverser         |
| (nl) Statig neoclassicistisch hoekcomplex                        |                       |                                  | Anvers            | Edward Pecherstraat 5       |                                  | 208971              | Téléverser         |
| (nl) Statig neoclassicistisch hoekcomplex                        |                       |                                  | Anvers            | Kasteelstraat 4             |                                  | 208971              | Téléverser         |
| (nl) Statig neoclassicistisch hoekcomplex                        |                       |                                  | Anvers            | Kasteelstraat 6             |                                  | 208971              | Téléverser         |
| (nl) Drie identieke eclectische samenstellen                     |                       |                                  | Anvers            | Edward Pecherstraat 6       |                                  | 208972              | Téléverser         |
| (nl) Drie identieke eclectische samenstellen                     |                       |                                  | Anvers            | Edward Pecherstraat 7       |                                  | 208972              | Téléverser         |
| (nl) Drie identieke eclectische samenstellen                     |                       |                                  | Anvers            | Edward Pecherstraat 8       |                                  | 208972              | Téléverser         |
| (nl) Drie identieke eclectische samenstellen                     |                       |                                  | Anvers            | Edward Pecherstraat 9       |                                  | 208972              | Téléverser         |
| (nl) Drie identieke eclectische samenstellen                     |                       |                                  | Anvers            | Kasteelstraat 8             |                                  | 208972              | Téléverser         |
| (nl) Drie identieke eclectische samenstellen                     |                       |                                  | Anvers            | Kasteelstraat 10            |                                  | 208972              | Téléverser         |
| (nl) Eclectisch burgerhuis                                       |                       |                                  | Anvers            | Edward Pecherstraat 56      |                                  | 208988              | Téléverser         |
| (nl) Pakhuis                                                     |                       |                                  | Anvers            | Edward Pecherstraat 19      |                                  | 208989              | Téléverser         |
| (nl) Eclectisch burgerhuis                                       |                       |                                  | Anvers            | Edward Pecherstraat 21      |                                  | 208990              | Téléverser         |
| (nl) Twee eclectische burgerhuizen                               |                       |                                  | Anvers            | Edward Pecherstraat 37      |                                  | 208991              | Téléverser         |
| (nl) Twee eclectische burgerhuizen                               |                       |                                  | Anvers            | Edward Pecherstraat 39      |                                  | 208991              | Téléverser         |
| (nl) Twee eclectische burgerhuizen                               |                       |                                  | Anvers            | Edward Pecherstraat 41      |                                  | 208992              | Téléverser         |
| (nl) Twee eclectische burgerhuizen                               |                       |                                  | Anvers            | Edward Pecherstraat 43      |                                  | 208992              | Téléverser         |
| (nl) Eclectisch hoekpand ontworpen door H. Gielis                |                       |                                  | Anvers            | Edward Pecherstraat 49      |                                  | 208993              | Téléverser         |
| (nl) Eclectisch hoekpand ontworpen door H. Gielis                |                       |                                  | Anvers            | Edward Pecherstraat 51      |                                  | 208993              | Téléverser         |
| (nl) Eclectisch hoekpand ontworpen door H. Gielis                |                       |                                  | Anvers            | Emiel Banningstraat 18      |                                  | 208993              | Téléverser         |
| (nl) Eclectisch hoekcomplex met handelsgelijkvloers              |                       |                                  | Anvers            | Edward Pecherstraat 58      |                                  | 209010              | Téléverser         |
| (nl) Eclectisch hoekcomplex met handelsgelijkvloers              |                       |                                  | Anvers            | Pacificatiestraat 47        |                                  | 209010              | Téléverser         |
| (nl) Eclectisch hoekcomplex met handelsgelijkvloers              |                       |                                  | Anvers            | Pacificatiestraat 49        |                                  | 209010              | Téléverser         |
| (nl) Neoclassicistisch hoekcomplex                               |                       |                                  | Anvers            | Baron Dhanislaan 1          |                                  | 209015              | Téléverser         |
| (nl) Neoclassicistisch hoekcomplex                               |                       |                                  | Anvers            | Pacificatiestraat 36        |                                  | 209015              | Téléverser         |
| (nl) Burgerhuis met geel bakstenen parement                      | Oui                   |                                  | Anvers            | Lambermontplaats 10         |                                  | 209024              | Téléverser         |
| (nl) Rijk versierd neoclassicistisch pand                        | Oui                   |                                  | Anvers            | Lambermontplaats 11         |                                  | 209025              | Téléverser         |
| (nl) Samenstel van twee neoclassicistische burgerhuizen          | Oui                   |                                  | Anvers            | Lambermontplaats 14         |                                  | 209026              | Téléverser         |
| (nl) Samenstel van twee neoclassicistische burgerhuizen          | Oui                   |                                  | Anvers            | Lambermontplaats 15         |                                  | 209026              | Téléverser         |
| (nl) Hoekappartement met de Kasteelstraat                        | Oui                   |                                  | Anvers            | Lambermontplaats 16         |                                  | 209027              | Téléverser         |
| (nl) Samenstel van twee meergezinswoningen                       | Oui                   |                                  | Anvers            | Lambermontplaats 18         |                                  | 209028              | Téléverser         |
| (nl) Samenstel van twee meergezinswoningen                       | Oui                   |                                  | Anvers            | Lambermontplaats 19         |                                  | 209028              | Téléverser         |
| (nl) Neoclassicistisch hoekpand                                  | Oui                   |                                  | Anvers            | Lambermontplaats 24         |                                  | 209029              | Téléverser         |
| (nl) Statige neoclassicistische meergezinswoning                 | Oui                   |                                  | Anvers            | Lambermontplaats 26         |                                  | 209030              | Téléverser         |
| (nl) Statige neoclassicistische meergezinswoning                 | Oui                   |                                  | Anvers            | Lambermontplaats 27         |                                  | 209030              | Téléverser         |
| (nl) Art-nouveaugetint appartementsgebouw                        | Oui                   |                                  | Anvers            | Lambermontplaats 28         |                                  | 209031              | Téléverser         |
| (nl) Art-nouveaugetint appartementsgebouw                        | Oui                   |                                  | Anvers            | Lambermontplaats 29         |                                  | 209031              | Téléverser         |
| (nl) Neoclassicistische meergezinswoning                         | Oui                   |                                  | Anvers            | Lambermontplaats 31         |                                  | 209032              | Téléverser         |
| (nl) Eclectische meergezinswoning                                | Oui                   |                                  | Anvers            | Lambermontplaats 32         |                                  | 209033              | Téléverser         |
| (nl) Eclectische meergezinswoning                                | Oui                   |                                  | Anvers            | Lambermontplaats 33         |                                  | 209033              | Téléverser         |
| (nl) Caféhuis ontworpen door Fl. Verbraeken                      | Oui                   |                                  | Anvers            | Leopold de Waelstraat 2     |                                  | 209045              | Téléverser         |
| (nl) Caféhuis ontworpen door Fl. Verbraeken                      | Oui                   |                                  | Anvers            | Verschansingstraat 1        |                                  | 209045              | Téléverser         |
| (nl) Neoclassicistisch ensemble van 1902                         | Oui                   |                                  | Anvers            | Leopold de Waelstraat 4     |                                  | 209046              | Téléverser         |
| (nl) Neoclassicistisch ensemble van 1902                         | Oui                   |                                  | Anvers            | Leopold de Waelstraat 6     |                                  | 209046              | Téléverser         |
| (nl) Neoclassicistisch ensemble van 1902                         | Oui                   |                                  | Anvers            | Leopold de Waelstraat 8     |                                  | 209046              | Téléverser         |
| (nl) Neoclassicistisch ensemble van 1902                         | Oui                   |                                  | Anvers            | Leopold de Waelstraat 10    |                                  | 209046              | Téléverser         |
| (nl) Neoclassicistisch ensemble van 1902                         | Oui                   |                                  | Anvers            | Leopold de Waelstraat 12    |                                  | 209046              | Téléverser         |
| (nl) Neoclassicistisch burgerhuis                                | Oui                   |                                  | Anvers            | Leopold de Waelstraat 14    |                                  | 209047              | Téléverser         |
| (nl) Neoclassicistisch burgerhuis                                | Oui                   |                                  | Anvers            | Leopold de Waelstraat 16    |                                  | 209048              | Téléverser         |
| (nl) Neoclassicistisch burgerhuis                                | Oui                   |                                  | Anvers            | Leopold de Waelstraat 24    |                                  | 209049              | Téléverser         |
| (nl) Neoclassicistisch burgerhuis                                | Oui                   |                                  | Anvers            | Leopold de Waelstraat 28    |                                  | 209050              | Téléverser         |
| (nl) Samenstel van twee neoclassicistische meergezinswoningen    | Oui                   |                                  | Anvers            | Leopold de Waelstraat 30    |                                  | 209051              | Téléverser         |
| (nl) Samenstel van twee neoclassicistische meergezinswoningen    | Oui                   |                                  | Anvers            | Leopold de Waelstraat 32    |                                  | 209051              | Téléverser         |
| (nl) Neoclassicistisch burgerhuis                                | Oui                   |                                  | Anvers            | Leopold de Waelstraat 34    |                                  | 209052              | Téléverser         |
| (nl) Neoclassicistisch hoekappartementsgebouw                    | Oui                   |                                  | Anvers            | Leopold de Waelstraat 36    |                                  | 209053              | Téléverser         |
| (nl) Eclectisch hoekpand                                         | Oui                   |                                  | Anvers            | Leopold de Waelstraat 37    |                                  | 209054              | Téléverser         |
| (nl) Sobere neoclassicistische meergezinswoning                  | Oui                   |                                  | Anvers            | Leopold de Waelstraat 35    |                                  | 209055              | Téléverser         |
| (nl) Twee identieke neoclassicistische meergezinswoningen        | Oui                   |                                  | Anvers            | Leopold de Waelstraat 23    |                                  | 209056              | Téléverser         |
| (nl) Twee identieke neoclassicistische meergezinswoningen        | Oui                   |                                  | Anvers            | Leopold de Waelstraat 25    |                                  | 209056              | Téléverser         |
| (nl) Twee identieke neoclassicistische meergezinswoningen        | Oui                   |                                  | Anvers            | Leopold de Waelstraat 19    |                                  | 209057              | Téléverser         |
| (nl) Twee identieke neoclassicistische meergezinswoningen        | Oui                   |                                  | Anvers            | Leopold de Waelstraat 21    |                                  | 209057              | Téléverser         |
| (nl) Samenstel van twee neoclassicistische burgerhuizen          | Oui                   |                                  | Anvers            | Leopold de Waelstraat 17    |                                  | 209058              | Téléverser         |
| (nl) Twee neoclassicistische stadswoningen                       | Oui                   |                                  | Anvers            | Leopold de Waelstraat 13    |                                  | 209059              | Téléverser         |
| (nl) Twee neoclassicistische stadswoningen                       | Oui                   |                                  | Anvers            | Leopold de Waelstraat 15    |                                  | 209059              | Téléverser         |
| (nl) Neoclassicistische meergezinswoning                         | Oui                   |                                  | Anvers            | Leopold de Waelstraat 11    |                                  | 209060              | Téléverser         |
| (nl) Eclectisch ensemble ontworpen door Fl. Verbraeken           | Oui                   |                                  | Anvers            | Leopold de Waelstraat 3     |                                  | 209061              | Téléverser         |
| (nl) Eclectisch ensemble ontworpen door Fl. Verbraeken           | Oui                   |                                  | Anvers            | Leopold de Waelstraat 5     |                                  | 209061              | Téléverser         |
| (nl) Eclectisch ensemble ontworpen door Fl. Verbraeken           | Oui                   |                                  | Anvers            | Leopold de Waelstraat 7     |                                  | 209061              | Téléverser         |
| (nl) Eclectisch ensemble ontworpen door Fl. Verbraeken           | Oui                   |                                  | Anvers            | Leopold de Waelstraat 9     |                                  | 209061              | Téléverser         |
| (nl) Neoclassicistisch hoekcomplex                               | Oui                   |                                  | Anvers            | Graaf van Hoornestraat 2    |                                  | 209062              | Téléverser         |
| (nl) Neoclassicistisch hoekcomplex                               | Oui                   |                                  | Anvers            | Leopold de Waelstraat 1     |                                  | 209062              | Téléverser         |
| (nl) Neoclassicistische stadswoning                              |                       |                                  | Anvers            | De Vrièrestraat 14          |                                  | 209150              | Téléverser         |
| (nl) Sober neoclassicistisch samenstel                           |                       |                                  | Anvers            | De Vrièrestraat 49          |                                  | 209152              | Téléverser         |
| (nl) Sober neoclassicistisch samenstel                           |                       |                                  | Anvers            | De Vrièrestraat 51          |                                  | 209152              | Téléverser         |
| (nl) Gevelrij ontworpen door G. Van Oenen                        |                       |                                  | Anvers            | De Vrièrestraat 44          |                                  | 209153              | Téléverser         |
| (nl) Gevelrij ontworpen door G. Van Oenen                        |                       |                                  | Anvers            | De Vrièrestraat 46          |                                  | 209153              | Téléverser         |
| (nl) Gevelrij ontworpen door G. Van Oenen                        |                       |                                  | Anvers            | De Vrièrestraat 48          |                                  | 209153              | Téléverser         |
| (nl) Afdaken 13A-13B                                             |                       |                                  | Anvers            | De Gerlachekaai             |                                  | 209609              | Téléverser         |
| (nl) Heropgebouwde woning                                        |                       |                                  | Anvers            | Admiraal de Boisotstraat 36 |                                  | 210987              | Téléverser         |
| (nl) Neoclassicistische burgerwoning                             |                       |                                  | Anvers            | Amerikalei 140              |                                  | 211469              | Téléverser         |
| (nl) Kaaimuur van de Scheldekaaien met meerpalen                 |                       |                                  | Anvers            | Cockerillkaai               |                                  | 211470              | Téléverser         |
| (nl) Kaaimuur van de Scheldekaaien met meerpalen                 |                       |                                  | Anvers            | De Gerlachekaai             |                                  | 211470              | Téléverser         |
| (nl) Kaaimuur van de Scheldekaaien met meerpalen                 |                       |                                  | Anvers            | Ledeganckkaai               |                                  | 211470              | Téléverser         |
| (nl) Havenhekwerk en linden langs de Scheldekaaien               |                       |                                  | Anvers            | Cockerillkaai               |                                  | 211471              | Téléverser         |
| (nl) Havenhekwerk en linden langs de Scheldekaaien               |                       |                                  | Anvers            | De Gerlachekaai             |                                  | 211471              | Téléverser         |
| (nl) Havenhekwerk en linden langs de Scheldekaaien               |                       |                                  | Anvers            | Ledeganckkaai               |                                  | 211471              | Téléverser         |
| (nl) Atoombunkers                                                |                       |                                  | Anvers            | Cockerillkaai               |                                  | 211472              | Téléverser         |
| (nl) Atoombunkers                                                |                       |                                  | Anvers            | De Gerlachekaai             |                                  | 211472              | Téléverser         |
| (nl) Atoombunkers                                                |                       |                                  | Anvers            | Ledeganckkaai               |                                  | 211472              | Téléverser         |
| (nl) Zuidersluis                                                 |                       |                                  | Anvers            | Cockerillkaai               |                                  | 211474              | Téléverser         |
| (nl) Installatie "Scheldetuin"                                   |                       |                                  | Anvers            | Cockerillkaai               |                                  | 212397              | Téléverser         |
| (nl) Eclectisch burgerhuis                                       |                       |                                  | Anvers            | Baron Dhanislaan 13         |                                  | 212420              | Téléverser         |
| (nl) Brutalistisch appartementsgebouw                            |                       |                                  | Anvers            | Beeldhouwersstraat 6        |                                  | 212745              | Téléverser         |
| (nl) Neoclassicistisch burgerhuis                                |                       |                                  | Anvers            | Allewaertstraat 14          |                                  | 212864              | Téléverser         |
| (nl) Neoclassicistisch burgerhuis                                |                       |                                  | Anvers            | Beeldhouwersstraat 36       |                                  | 212865              | Téléverser         |
| (nl) Neoclassicistische burgerhuizen                             |                       |                                  | Anvers            | Beeldhouwersstraat 40       |                                  | 212866              | Téléverser         |
| (nl) Neoclassicistische burgerhuizen                             |                       |                                  | Anvers            | Beeldhouwersstraat 42       |                                  | 212866              | Téléverser         |
| (nl) Neoclassicistische burgerhuizen                             |                       |                                  | Anvers            | Beeldhouwersstraat 44       |                                  | 212866              | Téléverser         |
| (nl) Neoclassicistisch burgerhuis                                |                       |                                  | Anvers            | Beeldhouwersstraat 48       |                                  | 212867              | Téléverser         |
| (nl) Neoclassicistisch burgerhuis                                |                       |                                  | Anvers            | De Vrièrestraat 15          |                                  | 213676              | Téléverser         |
| (nl) Neoclassicistisch burgerhuis                                |                       |                                  | Anvers            | De Vrièrestraat 34          |                                  | 213680              | Téléverser         |
| (nl) Modelwoningen naar ontwerp van L. Van Opstal                |                       |                                  | Anvers            | De Vrièrestraat 18          |                                  | 213693              | Téléverser         |
| (nl) Modelwoningen naar ontwerp van L. Van Opstal                |                       |                                  | Anvers            | De Vrièrestraat 20          |                                  | 213693              | Téléverser         |
| (nl) Modelwoningen naar ontwerp van L. Van Opstal                |                       |                                  | Anvers            | De Vrièrestraat 38          |                                  | 213694              | Téléverser         |
| (nl) Modelwoningen naar ontwerp van L. Van Opstal                |                       |                                  | Anvers            | De Vrièrestraat 40          |                                  | 213694              | Téléverser         |
| (nl) Modelwoningen naar ontwerp van L. Van Opstal                |                       |                                  | Anvers            | De Vrièrestraat 42          |                                  | 213694              | Téléverser         |
| (nl) Modelwoningen ontworpen door Charles Dens                   |                       |                                  | Anvers            | De Vrièrestraat 9           |                                  | 213695              | Téléverser         |
| (nl) Modelwoningen ontworpen door Charles Dens                   |                       |                                  | Anvers            | De Vrièrestraat 11          |                                  | 213695              | Téléverser         |
| (nl) Modelwoningen ontworpen door Charles Dens                   |                       |                                  | Anvers            | De Vrièrestraat 13          |                                  | 213695              | Téléverser         |
| (nl) Neoclassicistische stadswoning                              |                       |                                  | Anvers            | Emiel Banningstraat 3       |                                  | 213698              | Téléverser         |
| (nl) Burelen Algemene Bouwmaatschappij                           |                       |                                  | Anvers            | Lambermontplaats 4          |                                  | 213699              | Téléverser         |
| (nl) Burelen Algemene Bouwmaatschappij                           |                       |                                  | Anvers            | Lambermontplaats 5          |                                  | 213699              | Téléverser         |
| (nl) Neoclassicistisch burgerhuis                                |                       |                                  | Anvers            | De Vrièrestraat 21          |                                  | 213703              | Téléverser         |
| (nl) Neoclassicistisch burgerhuis                                |                       |                                  | Anvers            | De Vrièrestraat 53          |                                  | 213704              | Téléverser         |
| (nl) Neoclassicistische meergezinswoning                         |                       |                                  | Anvers            | Emiel Banningstraat 30      |                                  | 213820              | Téléverser         |